# Talpa de Allende
Talpa de Allende är en ort i Mexiko.   Den ligger i kommunen Talpa de Allende och delstaten Jalisco, i den centrala delen av landet, 600 km väster om huvudstaden Mexico City. Talpa de Allende ligger 1 159 meter över havet och antalet invånare är 7 665.
Terrängen runt Talpa de Allende är huvudsakligen kuperad, men åt sydost är den bergig. Talpa de Allende ligger nere i en dal. Runt Talpa de Allende är det glesbefolkat, med 8 invånare per kvadratkilometer. Närmaste större samhälle är Mascota, 16,5 km norr om Talpa de Allende. I omgivningarna runt Talpa de Allende växer huvudsakligen savannskog.